# Capella Polifònica de Girona
La Capella Polifònica de Girona és una coral gironina fundada al 1956 i dirigida durant 32 anys pel mestre Josep Viader i Moliner. Ha estat i continua essent un referent en el món coral gironí.

## Història

### Primers concerts
Els assajos va començar la tardor de 1956 i el primer concert es va celebrar el 26 de novembre de 1957 al Cine Modern de Girona. Inicialment la coral estava formada per 18 veus, emparades per una jove Associació de Música, i a poc a poc es va anar consolidant. Els primers concerts es van realitzar a Girona capital i a diverses poblacions de la província, com ara La Bisbal d'Empordà, Olot o Figueres. El juny de 1959 es va realitzar els primers concerts fora de Catalunya, a Saragossa i Vitòria. En aquesta última ciutat, l'emisora E.A.J. Radio Vitoria va publicar: "La ovaciones del público fueron incesantes y calurosas, renovándose cuando la coral cantó el "Boga-Boga" armonizado por nuestro paisano el maestro Guridi. una verdadera jornada triunfal para el conjunto catalán y su ilustri director, el maestro Viader".

### Actuacions internacionals
Al 1961 van enregistrar el seu primer disc, juntament amb la participació d'un esdeveniment internacional, la primera trobada “Europa Cantat” que va tenir lloc a Passau, Alemanya. Això va permetre portar la coral a diversos països europeus com França, Bèlgica, Suïssa, Àustria, Anglaterra, Finlàndia o Dinamarca entre d'altres.

### La Polifònica avui
Actualment està formada per 40 veus: 14 sopranos, 11 contralts, 7 tenors i 8 baixos. El director de la Polifònica de Girona és Martí Ferrer i Bosch. Ferrer i Bosch es graduà en Direcció Coral i Direcció d'Orquestra al Conservatori Superior de Barcelona (Bruc). Ha dirigit nombrosos cors i orquestres arreu de Catalunya. Va deixar aquesta posició per ser el director i fundador de l'Escolania de Sant Feliu de Girona. Tot i així, nombrosos directors han passat pel mateix càrrec: Frederic Pujol, Jordi Bernardo i Figueras, etc.
| «                                                                                            | La Polifònica de Girona ha estat sempre en primera línia entre aquells que hem cregut en el valor i la responsabilitat de la nostra tasca col·lectiva i de col·laboració de cara a contribuir a la recuperació i afirmació […] de la consciència nacional de Catalunya. | » |
| — Oriol Martorell, Polifònica de Girona: 25 anys. 1956/57-1981-82. Diputació de Girona, 1983 | |   |

## Directors titulars
- Josep Viader i Moliner (1956-1989)[1]
- Frederic Pujol i Tarrés (1989-1991)[2]
- Jordi Bernardo i Figueras (1992-2004)[2]
- Marta Díez Compte (2004)[2]
- Joan Asín i Prades (2004-?)[2]
- Martí Ferrer i Bosch (actualitat)[3]

## Directors col·laboradors
- Francesc Geli i Tarrés (1966)
- Roser Busquets i Verdaguer (en la formació de la secció infantil de la Polifònica, Saba Nova, avui independent)
- Esperança Pèlach i Busom (en la formació de la secció infantil de la Polifònica, Saba Nova, avui independent)
- Joaquim Rabaseda (curs 1999-2000)[2]